# Tuntenstreit
Als Tuntenstreit wird eine Strategiediskussion zwischen 1973 und 1974 innerhalb der sogenannten zweiten deutschen Schwulenbewegung bezeichnet.

## Geschichte
Der Konflikt brach beim Pfingsttreffen 1973 in West-Berlin aus. Bei der von der Homosexuellen Aktion Westberlin (HAW) organisierten Abschlussdemonstration mit über 700 Teilnehmern traten die aus Frankreich und Italien angereisten Schwulen in Frauenkleidern auf. Für dieses „weibische“ Verhalten war in Deutschland der Schmähbegriff Tunte üblich. Die Missbilligung dieses konfrontativen Verhaltens durch deutsche Genossen weitete sich zu einer internen Strategiedebatte aus.

## Folgen und Hintergründe
Ergebnis des Tuntenstreits war die Spaltung der HAW in einen integrationistischen Flügel aus orthodoxen Marxisten und der radikalen Fraktion der Feministen. Für Erstere war die Homosexuellenunterdrückung ein „vorkapitalistisches Relikt“ und kein Wesensmerkmal der bürgerlichen Gesellschaft. Da eine Integration der Homosexuellen jederzeit möglich erschien, wurde die Aufgabe der „homosexuellen Sozialisten“ darin gesehen, in der Arbeiterbewegung aktive Solidarität für die homosexuelle Minderheit und bei den Homosexuellen ein Bewusstsein über ihre mehrheitliche Lage als ausgebeutete Lohnarbeiter zu entwickeln.
Die Radikalen lehnten hingegen eine Minderheitenpolitik ab, die darauf hinauslaufe, die herrschende Form von Heterosexualität unangetastet zu lassen. Letztere sei durch gewaltsame Überzeichnung der Geschlechterrollen und eine latent homosexuelle Identifizierung der Männer untereinander geprägt. Aus dieser Perspektive leiteten sie die Forderung nach einer autonomen Schwulenbewegung ab, die eigenständige Positionen entwickeln und in die politische Linke einbringen müsse.